# 西密德蘭郡
西密德蘭（英語：West Midlands）是英國英格蘭西密德蘭區域的郡。1974年前原屬沃里克郡、伍斯特郡、斯塔福德郡範圍。以人口計算，伯明翰是第1大城市、第1大都市自治市，考文垂是第2大城市、第2大都市自治市，伍爾弗漢普頓是第3大城市、第3大都市自治市；達德利是第1大鎮，沃爾索爾是第2大鎮，西布罗姆维奇是第3大鎮（詳見地方人口段落）。

## 地方沿革

### 1966年
1966年，西密德蘭地區的郡自治市鎮（County borough）兼併鄰近的市自治市鎮（Municipal borough）、鎮、村：
- 伯明翰：沒有大變動
- 索利哈爾：沒有大變動
- 達德利：兼併布賴爾希爾，大部分Coseley、塞奇利，小部分安布爾科特、蒂普頓、羅利里吉斯。
- 沃爾索爾：兼併達拉頓，大部分威倫霍爾，小部分温斯伯利、Coseley、温斯菲爾德、比爾斯頓。
- 沃利：新設，由斯梅斯威克、奧爾德伯里、大部分羅利里吉斯、達德利、蒂普頓、西布羅姆維奇、黑爾斯歐文合併而成。
- 西布羅姆維奇：兼併大部分温斯伯利、蒂普頓，小部分比爾斯頓、奧爾德伯里、斯梅斯威克、沃爾索爾
- 伍爾弗漢普頓：兼併大部分比爾斯頓、温斯菲爾德、蒂頓霍爾，小部分塞奇利、Coseley、威倫霍爾。

### 1974年
1974年3月31日或以前，西密德蘭地方原屬沃里克郡的西部範圍。《1972年地方政府法案》在1974年4月1日生效後，它脫離沃里克郡，升格為新設的都市郡，取名為「西密德蘭」，與所屬的英格蘭區域同名。西密德蘭郡的設立，使沃里克郡的範圍呈畸形。西密德蘭下轄的5個次級行政區都是都市自治市（也就是單一管理區），有獨立的都市自治市議會，實際不受西密德蘭的管轄。
每一個名譽郡都有一個代表英國皇室但沒有實權的郡尉（Lord Lieutenant）常駐，西密德蘭是其一。從地方政府或郡尉的角度看，西密德蘭都只是「有郡界的地理範圍」而已。

### 1980年代－
- 西密德蘭議會在1986年被廢除。不過，都市自治市仍以「西密德蘭」名義（少部份部門直接以都市自治市的名義處理郡級事務）組成聯合部門（Joint-boards）統籌、協調牽涉多個都市自治市的民政事務，負責警務、消防、交通等。
- 1994年4月1日，原屬西密德蘭沃利索爾都市自治市的蔡斯沃特（Chasewater）水塘改歸斯塔福德郡利奇菲爾德區管轄。西密德蘭的水面面積少了3平方公里。
- 1995年，原屬伍斯特郡雅芳河畔斯特拉特福區的弗蘭克利（Frankley）和巴特利水塘（Bartley Reservoir）改歸西密德蘭伯明翰管轄。

## 地方政府
雖然西密德蘭議會被廢除，但都市自治市仍以「西密德蘭」名義組成聯合部門（Joint-boards）統籌、協調牽涉多個都市自治市的民政事務：
- 西密德蘭警察局
- 西密德蘭消防局
- 西密德蘭旅客運輸執行委員會

## 行政區劃

1. 伍爾弗漢普頓
2. 達德利
3. 沃爾索爾
4. 桑德韋爾
5. 伯明翰
6. 索利哈爾
7. 考文垂

西密德蘭包含7個都市自治市（也就同時是單一管理區）：伍爾弗漢普頓、達德利（Dudley）、沃爾索爾（Walsall）、桑德韋爾（Sandwell）、伯明翰、索利哈爾（Solihull）、考文垂。

### 地方
西密德蘭是都市郡，人口超過40000的地方較非都市郡多數倍：
| 地名         | 地位            | 人口      |
| ------------ | --------------- | --------- |
| 伯明翰       | 城市 都市自治市 | 1,006,500 |
| 考文垂       | 城市 都市自治市 | 306,600   |
| 伍爾弗漢普頓 | 城市 都市自治市 | 236,600   |
| 達德利       | 鎮              | 194919    |
| 沃爾索爾     | 鎮              | 174994    |
| 西布罗姆维奇 | 鎮              | 136940    |
| 索利哈爾     | 鎮              | 94753     |
| 黑爾斯歐文   | 鎮              | 57918     |
| 斯陶爾布里奇 | 鎮              | 54661     |
| 布洛克斯維奇 | 鎮              | 40000     |
| 威倫霍爾     | 鎮              | 40000     |

## 地理
下圖顯示英格蘭48個名譽郡的分佈情況。西密德蘭東北、東、東南與沃里克郡相鄰，西南與伍斯特郡相鄰。

## 外部連結
- （英文）西密德蘭郡聯合委員會

52°28′58″N 1°53′37″W / 52.48278°N 1.89361°W